# Sartika (krater)
Sirani är en nedslagskrater med en diameter på 18 kilometer, på planeten Venus. Sirani har fått sitt namn efter pedagogen Dewi Sartika.